# Emily O'Reilly
Emily O'Reilly (Tullamore, Irlanda, 1952) és una escriptora i periodista irlandesa qui va esdevenir primera síndic de greuges dona a Irlanda l'any 2003, tot succeint Kevin Murphy. El 3 de juliol del 2013 va ser votada síndic de greuges europea pel Parlament Europeu. El 16 de desembre del 2014 va ser reelegida per un mandat de 5 anys. O'Reilly va estudiar a la University College Dublin, Trinity College (Dublín) i a la Universitat Harvard, on va guanyar una beca d'investigació en periodisme.